# Glaucina epiphysaria
Glaucina epiphysaria là một loài bướm đêm trong họ Geometridae.